# إل جنرال
إدغاردو أرماندو فرانكو (بنما، 27 سبتمبر 1969)، المعروف باسم إل جنرال، هو مغني بنمي متقاعد لموسيقى الريغي بالإسبانية والدانسهول. ساعد في نشر موسيقى بنما في التسعينيات، بسبب أغانيه المستوحاة من إيقاعات الكاريبي واللاتينية. تقاعد في عام 2004 من صناعة الموسيقى.